# Ondřej Šefčík
Ondřej Šefčík (ur. 26 kwietnia 1974 w Opawie) – czeski językoznawca, bohemista, slawista i indoeuropeista; specjalista w dziedzinie fonologii. Jest synem archiwisty Ericha Šefčíka.

## Życiorys
Studiował język i literaturę czeską na Wydziale Filozoficznym Uniwersytetu Masaryka w Brnie (1992–1997). W 2001 r. otrzymał Ph.D. w dziedzinie lingwistyki indoeuropejskiej w Instytucie Językoznawstwa. W 2011 r. uzyskał PhDr. w dziedzinie językoznawstwa ogólnego. Od 2022 r. docent (językoznawstwo ogólne i diachroniczne).
W 2001 r. został zatrudniony w Instytucie Językoznawstwa i Bałtystyki Uniwersytetu Masaryka; od 2003 r. kierownik instytutu. W latach 2002–2007 pracował w oddziale etymologicznym Instytutu Języka Czeskiego Czeskiej Akademii Nauk.

## Wybrana twórczość
- Old Indo-Aryan bhasa and Common Slavic *bolboliti. „Linguistica Brunensia”, Brno: Uniwersytet Masaryka, 2015, roč. 63, č. 1, s. 71–78. ISSN 1803-7410.
- The fourth makes it whole? The reduced lengthened ablaut grade in Old Indo-Aryan. Indogermanische Forschungen: Zeitschrift für Indogermanistik und allgemeine Sprachwissenschaft, Berlin: Walter De Gruyter, 2014, roč. 119, č. 1, s. 397–418. ISSN 0019-7262.
- Features of Common Slavic Ablaut Alternation. [w:] Peter Kosta, Lilia Schürcks: Formalization of Grammar in Slavic Languages. Frankfurt am Main: Peter Lang, 2011. s. 43–53, 11 s. ISBN 978-3-631-61869-1.
- K základním pojmům grafémiky. [w:] Michaela Čornejová, Lucie Rychnovská, Zemanová Jana: Dějiny českého pravopisu (do r. 1902). Sborník příspěvků z mezinárodní konference Dějiny českého pravopisu. Brno: Host -- Uniwersytet Masaryka, 2010. s. 30–39, 10 s. ISBN 978-80-7294-508-5.
- Strymon a *strumen-: hydronyma a apelativa od indoevropského kořene *sreu-. [w:] „Studia etymologica Brunensia” 6. Praga: Nakladatelství Lidové noviny, 2009. s. 323–328, 6 s. ISBN 978-80-7106-209-7.
- On significance of alternations for fuctioning of a phonological system. Slavia, Praha: Praga, 2008, roč. 77, č. 1, s. 171–176. ISSN 0037-6736.
- Vývoj pravopisu od národního obrození do současnosti. [w:] Kapitoly z dějin české jazykovědné bohemistiky. wyd. 1. Praga: Academia, 2007. s. 516–539, 23 s. ISBN 978-80-200-1523-5.